# Bámján (provincie)
Provincie Bámján (persky ولایت بامیان‎, paštunsky د بامیان ولایت‎) je jedna z celkových třiceti čtyř provincií Afghánistánu. Leží ve středu země a její hlavní město je Bámján, kulturní centrum Hazárů.
V minulosti celá oblast Bamjánu ležela na křižovatce hedvábné stezky a dlouhou dobu byla kulturním i náboženským centrem celého Afghánistánu.